# Nada Vidmar
Nada Vidmar, slovenska operna pevka, * 27. maj 1917, Bruck an der Leitha, Avstrija, † 3. januar 1990, Ljubljana.
Nada se je rodila očetu Albinu Stritarju in materi Alojziji (rojeni Čubej) med izgnanstvom v Avstriji, kamor sta se morala z Goriškega, kjer je oče delal kot učitelj, umakniti pred boji na Soški fronti. 
Po končani prvi svetovni vojni se družina ni vrnila na Goriško, ki je bila takrat okupirana s strani Italije, temveč se je naselila na Ptuju. Leta 1926 se je družina ponovno preselila, tokrat v Ljubljano. Tam so začele Nada in njene sestre nastopati v tercetu, občasno pa se jim je pridružila še četrta sestra. Do začetka druge svetovne vojne so tako večkrat nastopile tudi na radiu.
Medtem je Nada leta 1937 maturirala na realki in se leta 1938 posvetila študiju solo petja pri Juliju Betettu na Srednji glasbeni šoli glasbenega konservatorija v Ljubljani (kasnejši Srednji glasbeni šoli pri akademiji za glasbo). Leta 1942 se je vpisala na Akademijo za glasbo, študij pa je leta 1943 prekinila in odšla v partizane. 
Že pred tem je od leta 1941 naprej pela v zboru opere Slovenskega narodnega gledališča v Ljubljani, kjer je že kmalu opozorila nase in na svoj talent. Tako je že leta 1942 dobila prvo solistično stransko vlogo v operi. Preboj med operne solistke ji je uspel tik pred odhodom v partizane, ko je dobila vlogo Konstance v operi Beg iz Seraja Wolfganga Amadeusa Mozarta.
V partizanih je postala članica partizanskega gledališča, ki ga je leta 1943 ustanovil Glavni štab NOV in POS. Z gledališčem je delovala na osvobojenih območjih, pa tudi v partizanskih enotah. Med veliko ofenzivo je bila dodeljena XIV. diviziji, a je bila še pred njenim umikom na Štajersko premeščena v Slovensko narodno gledališče na osvobojenem ozemlju, ki ga je 12. januarja 1944 ustanovil izvršilni odbor OF. Tako je Nada odšla v Črnomelj, kjer je začela z delom v gledališču kot igralka. Še istega leta se je tam poročila z literarnim kritikom in prevajalcem Josipom Vidmarjem, ki je bil takrat predsednik izvršilnega odbora OF.
Po vojni se je spet vrnila v opero Slovenskega narodnega gledališča v Ljubljani, kjer je nastopala do svoje upokojitve leta 1974.
Največje uspehe je dosegla v petdesetih letih 20. stoletja, ko je za svoje delo prejela veliko dobrih kritik in tudi precej pomembnih nagrad. Takrat je začela gostovati tudi v drugih operah v takratni Jugoslaviji, pa tudi v tujini. Kmalu je postala najbolj priznana slovenska operna pevka, svoje delo pa je nadaljevala na tujih in domačih odrih vse do leta 1966 ko je zbolela za rakom. Od takrat pa vse do upokojitve leta 1974 je delala z zmanjšano močjo. Njene sestre so bile Bogdana Stritar, Zora Konjajev, Zdenka Stritar, por. Bajec, brat Albin Stritar.

## Nagrade
- Prešernova nagrada (1953) - za vlogo Violette v Verdijevi operi La Traviata [4]